# Софія Шарлотта Мекленбург-Штреліцька
Софія Шарлотта Мекленбург-Штреліцька (нім. Sophie Charlotte zu Mecklenburg-Strelitz; 19 травня 1744, Міров, Мекленбург-Штреліц — 17 листопада 1818 Лондон) — принцеса Мекленбургського дому, дружина короля Великої Британії Георга III і бабуся королеви Вікторії.

## Біографія

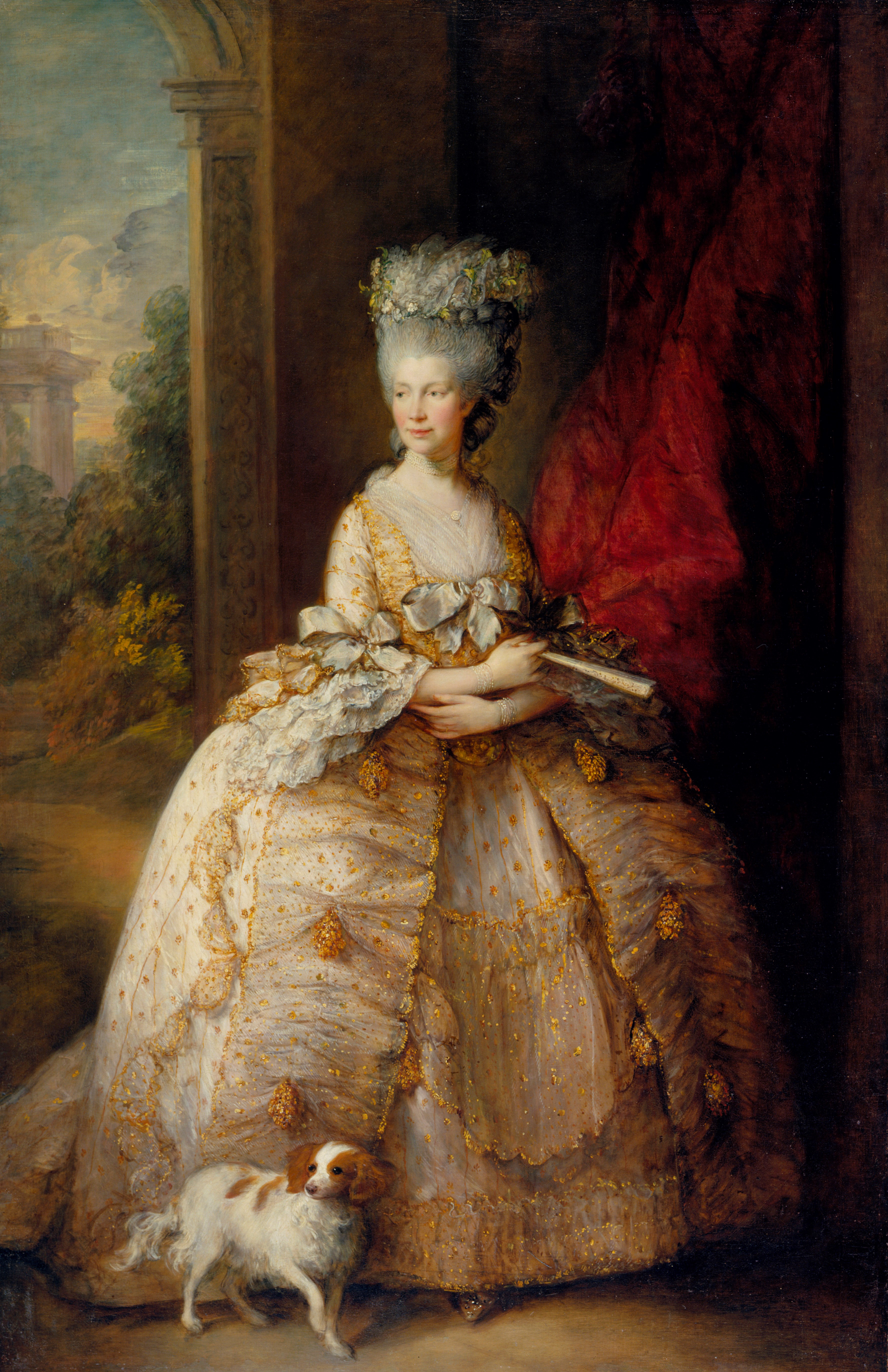
Королева Шарлотта, 1781

Софія Шарлотта — молодша дочка герцога Карла Людвіга Фрідріха Мекленбург-Штреліцького та герцогині Єлизавети Альбертіни Саксен-Гільдбурггаузенської.
У віці 17 років вона стала дружиною короля Великої Британії. У подружжя народилося 15 дітей, і лише двоє з них померли в дитинстві. Серед дітей Шарлотти були королі Великої Британії Георг IV і Вільгельм IV, а також король Ганновера Ернст Август.
Королева Шарлотта дуже любила мистецтво і, зокрема, надавала підтримку своєму вчителю музики Йоганну Крістіану Баху і Вольфгангу Моцарту, який у віці 8 років присвятив їй один з своїх опусів. Вона також широко займалася благодійністю. Королева добре знала ботаніку і брала участь в створенні Королівського ботанічного саду.
Королеві Шарлотті належить рецепт солодкого десерту з яблук, запечених в тісті (шарлотки).
На честь неї названі міста Шарлотт в Північній Кароліні і Шарлоттаун в канадській провінції Острів Принца Едварда.
На її честь названа стрелітція — типовий рід рослин родини Стрелітціевих, представники якого зростають у Південній Африці і вирізняються декоративними квітами. Крім того, саме королева Шарлотта встановила першу королівську різдвяну ялинку на свято 1800 року, однак традиція встановлення ялинок вкоренилася лише через 40 років за правління її внучки Вікторії з подачі її чоловіка принца Альберта.

## У кіно
2023 року Netflix презентував серіал «Бріджертони: Історія королеви Шарлотти». Королеву Шарлотту в серіалі зіграли Індія Амартейфіо (дія в 1761 році) та Голда Рошевель (дія в 1817 році). Дія серіалу розгортається в альтернативній Великій Британії XVIII століття, де панує расова рівноправність. У центрі сюжету — відносини між королем Георгом III та його майбутньою дружиною Шарлоттою. Сама королева зображена темношкірою.